# Miðfirðingar
Miðfirðingar (Midhfirdhingar) fue un clan familiar de Miðfjörð, Vestur-Húnavatnssýsla, al oeste de Islandia cuyo origen se remonta a la Era vikinga. Durante la Edad Media su protagonismo se hace pàtente en la saga Íslendinga, una de las secciones de la saga Sturlunga, y la escalada del conflicto contra los Víðdælir, uno de los episodios de la guerra civil islandesa, periodo conocido como Sturlungaöld en el siglo XIII. En la saga de Grettir las relaciones eran más pacíficas entre vecinos en el siglo XI y cita las famosas competiciones de knattleikr sobre hielo, entre los clanes Miðfirðingar, Vatnsnesingar y Víðdælir. También aparecen citados en la saga de Bandamanna. Uno de los caudillos vikingos más notables fue Skeggi Björnsson.